# Pylodictis olivaris
Pylodictis olivaris is een straalvinnige vissensoort uit de familie van de Noord-Amerikaanse katvissen (Ictaluridae). De wetenschappelijke naam van de soort werd voor het eerst geldig gepubliceerd in 1818 door Constantine Samuel Rafinesque.